# Paul Epstein
Paul Epstein (Frankfurt am Main, 24 de julho de 1871 — 11 de agosto de 1939) foi um matemático alemão conhecido por suas contribuições à teoria dos números, em particular a função zeta de Epstein.
Epstein nasceu e cresceu em Frankfurt am Main, onde seu pai foi professor. Em 1895 obteve o doutorado na Universidade de Estrasburgo. De 1895 a 1918 foi Privatdozent na Universidade de Estrasburgo, então pertencente ao Império Alemão. No final da Primeira Guerra Mundial Estrasburgo voltou ao domínio da França, e Epstein retornou para Frankfurt.
Epstein obteve um cargo não efetivo na universidade e lecionou em Frankfurt a partir de 1919, obtendo depois a vaga como professor. Contudo, após a ascensão nazista na Alemanha, perdeu seu posto na universidade. Não conseguindo encontrar nova posição, devido à sua idade, e temendo tortura pela Gestapo, cometeu suicídio ingerindo dose excessiva de veronal.